# Rollán
Rollán es un municipio y localidad española de la provincia de Salamanca, en la comunidad autónoma de Castilla y León. Se integra dentro de la comarca de la Tierra de Ledesma. Pertenece al partido judicial de Salamanca y a la Mancomunidad Comarca de Ledesma.
Su término municipal está formado por un solo núcleo de población, ocupa una superficie total de 22,98 km² y según los datos demográficos recogidos en el padrón municipal elaborado por el INE en el año 2017, cuenta con una población de 384 habitantes.

## Etimología
Se trata de un nombre personal petrificado como topónimo, en este caso una forma autóctona del actual Roldán. En Salamanca, Rollán era nombre de los de la etnia franca y ultrapirenaica, una de las que repoblaron el alfoz de Salamanca en la Edad Media, como ya mostró Llorente Maldonado de Guevara (Un tal Don Rollán figura como propietario de tierras en Santa Marta de Tormes en 1212). Lucas Fernández, que adopta en su obra (siglo XVI) una variante literaria del habla rústica llamada sayaguesa, hace uso de esta forma: “¡Juro a sant Rollán, no hago!”. “Pedro Rollan, cauallero” es testigo en una transacción de 1269 en León.

## Historia

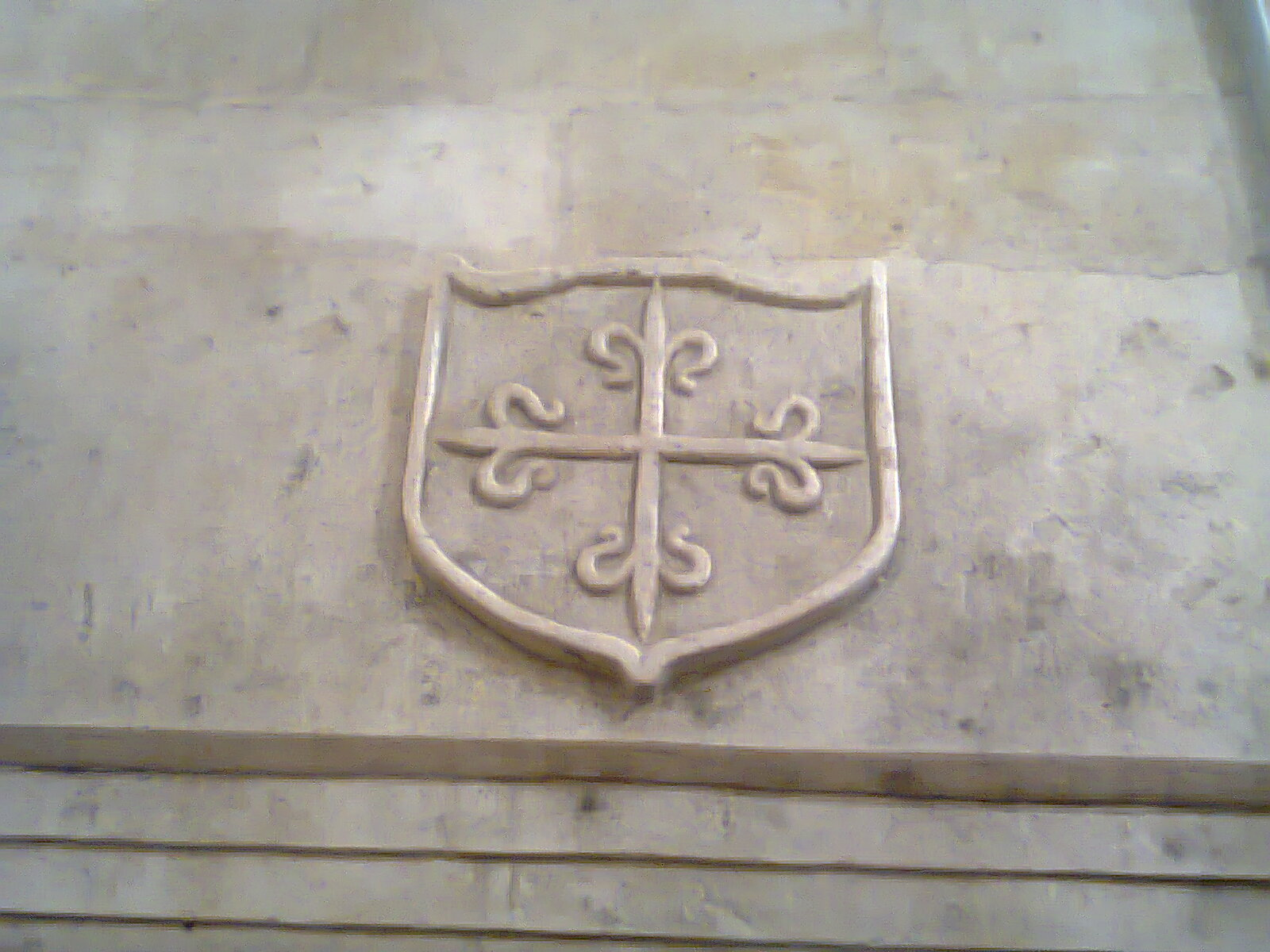
Escudo de la Orden de Alcántara en la iglesia de Rollán.

Los primeros restos que se encuentran por esta zona datan del año 200 a. C. Se trata de un verraco vetton.
También hay vestigios romanos como las dos calzadas cercanas, la de Los Mártires y la que unía Ledesma con Cáceres. El arado romano convirtió a la Villa de Rollán en una de las más importantes por su extensión agrícola. Sin embargo, a pesar de esto, no se ha conservado nada en el municipio que demuestre esta superioridad sobre el resto de las poblaciones cercanas.
Los musulmanes llegaron a la provincia de Salamanca en el año 886 d. C. Permanecieron en ella hasta que en 1085 Alfonso VI de León los expulsó definitivamente de estas tierras. Durante estos años, las batallas que libraron los caballeros cristianos y los árabes fueron muy numerosas, y diezmaron considerablemente a los habitantes de la zona. La ocupación árabe supuso, además de un enriquecimiento de la cultura, la restricción del culto al cristianismo y la prohibición de las procesiones, entre otras cosas.
En 1102, el conde Raimundo de Borgoña casado con la hija mayor de Alfonso VI de León, inició la reconstrucción y repoblación de Salamanca.
La fundación del Rollán actual parece encuadrarse en esta época, dentro del proceso repoblador llevado a cabo por los reyes de León, quedando integrado Rollán en el cuarto de Baños de la jurisdicción de Salamanca, dentro del Reino de León.

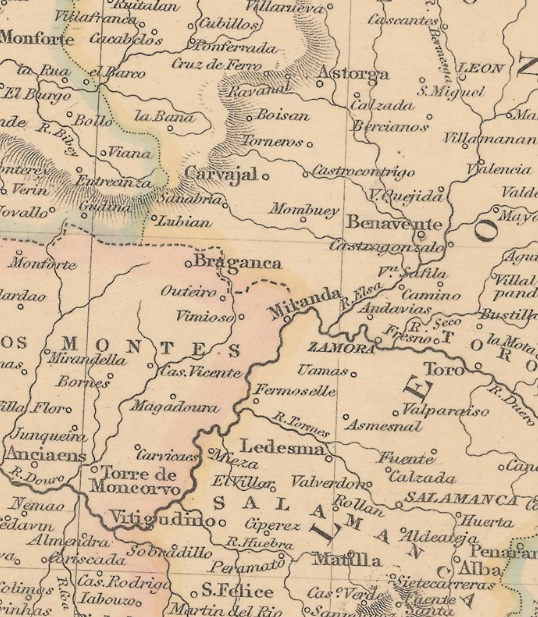
Detalle del mapa "Spain and Portugal", por John Betts, en 1838, en el que se puede apreciar Rollán.

En 1156, algunos caballeros de Salamanca que lucharon contra los musulmanes crearon la Orden de Alcántara, que se encargaría de luchar por el rey y por el cristianismo. La Villa de Rollán perteneció a esta orden, lo que supuso rendirle tributo mediante el pago de la martiniega y a cambio se recibía protección de tipo militar.
Durante la invasión francesa, algunos hombres de la villa entraron a formar parte de la guerrilla dirigida por Julián Sánchez "El Charro", y participaron en escaramuzas apoyados por los vecinos y gentes del lugar.
Al terminar el siglo XIX, Rollán pasó a pertenecer al obispado dejando atrás el feudalismo de la Orden de Alcántara y que, actualmente, sólo tiene carácter honorífico.
Con la creación de las actuales provincias en 1833, Rollán quedó encuadrado en la provincia de Salamanca, dentro de la Región Leonesa.

## Demografía
Cuenta con una población de 337 habitantes (INE 2024).
| Gráfica de evolución demográfica de Rollán entre 1842 y 2021                                                          |
| |
| Población de derecho según los censos de población del INE. Población de hecho según los censos de población del INE. |

## Monumentos y lugares de interés

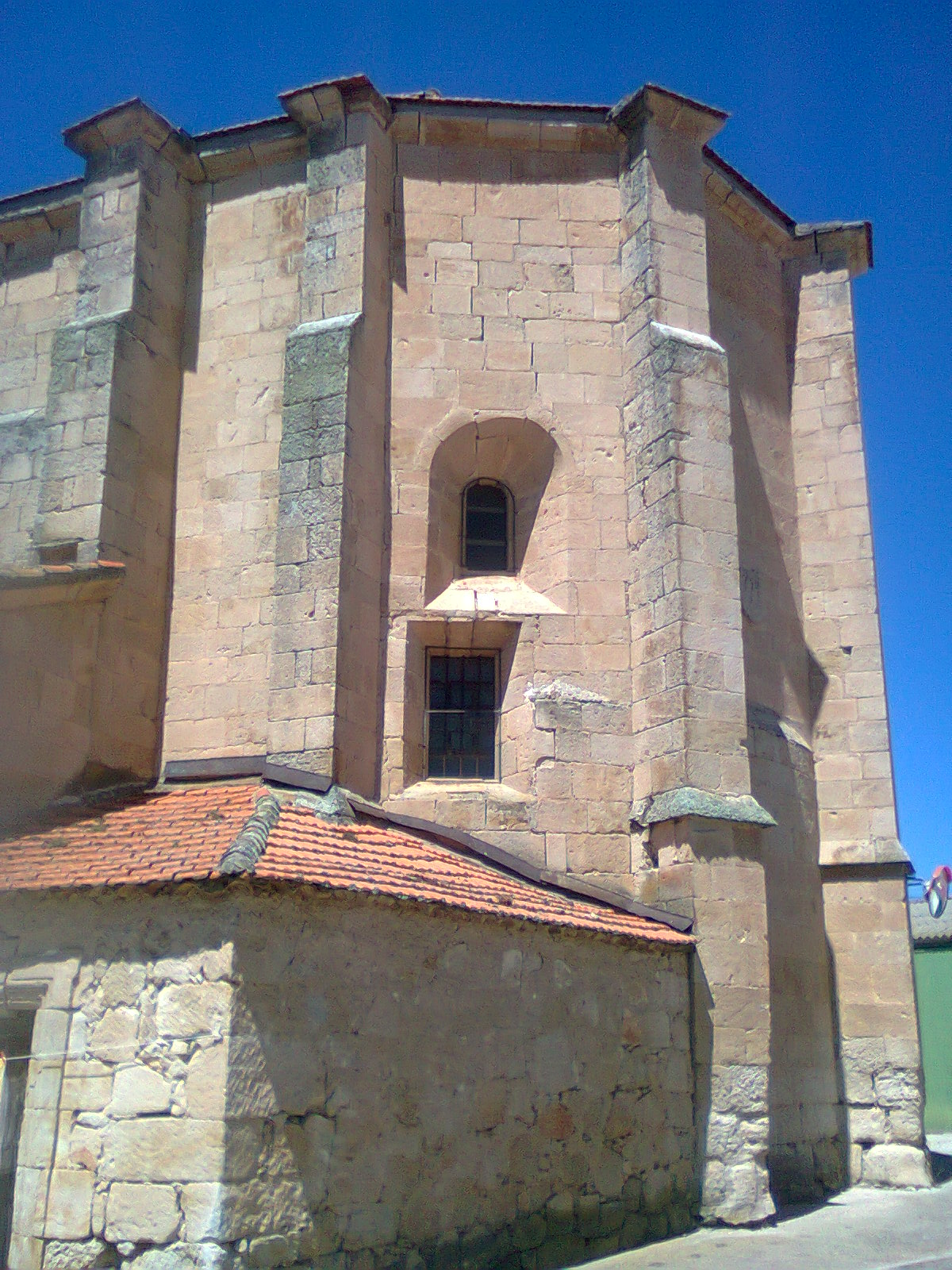
Ábside de la iglesia.

Posee la iglesia parroquial de San Lorenzo y dos ermitas, una llamada El Humilladero y otra dedicada a los Santos Mártires, San Sebastián y San Fabián.
El blasón de la Villa de Rollán está formado por un escudo modelo español y como timbre, la corona real cerrada española de la monarquía borbónica. El escudo está dividido en dos cuarteles simétricos. En el diestro, de fondo rojo, aparece una corona de infante que responde al señor de la Villa, Don Luis Antonio Jaime, sexto hijo de Felipe V. Y en el siniestro, de fondo blanco, aparece la Cruz de la Orden de Alcántara.
Tiene como monumentos la ermita del Cristo del Humilladero, la iglesia de San Lorenzo Mártir, la iglesia de los Santos Mártires (el camposanto, cementerio) y la Cruz de los caídos.

## Curiosidades
Cabe destacar que se trata de un municipio ampliamente conocido en la comunidad odontológica internacional. Ello es debido al acuífero existente bajo la localidad y más concretamente el pozo de "El Caño Artesiano" del que durante años se abastecía de agua a la población. El agua del citado pozo contiene una excesiva cantidad de flúor. Este exceso de Flúor provoca el deterioro de la placa dental, provocando en los individuos que la consumen una coloración pardusca de su dentadura. A esta afección se la denomina en términos odontológicos como "Fluorosis".
Este hecho afecta a las generaciones nacidas antes de la década de los 50, ya que durante esta década se acometieron diversas obras para solventar esta situación. Entre otras, se canalizó un acuífero procedente del paraje de "la Guedija" mediante tubos porosos y semiperforados que permiten la captación de agua a lo largo de su recorrido, además de varios sondeos entre otros el de "el Espinal" que es el principal que ha abastecido el municipio hasta el año 2006, que debido a la sobreexplotación del acuífero existente bajo el municipio, unido a la rebaja de los niveles de permisibles en el agua de determinadas sustancias por la comisión médica de la Unión Europea,se declaró el agua que llegaba al pueblo como "no apta para el consumo humano [...] por sus elevados niveles de arsénico", no sin una gran polémica dentro del propio municipio. Se solventó la situación temporalmente con la instalación de depósitos de agua colocados estratégicamente por todo el municipio que son rellenados periódicamente por cisternas desde municipios diversos. En 2009 se ha puesto en funcionamiento un nuevo depósito, con una nueva acometida procedente en la actualidad de un sondeo situado en Calzada de Don Diego.

## Administración y política
| Partido político                         | 2019  | 2019  | 2019       | 2015  | 2015  | 2015       | 2011  | 2011  | 2011       | 2007  | 2007  | 2007       | 2003  | 2003  | 2003       |
| Partido político                         | %     | Votos | Concejales | %     | Votos | Concejales | %     | Votos | Concejales | %     | Votos | Concejales | %     | Votos | Concejales |
| Partido Socialista Obrero Español (PSOE) | 82,96 | 224   | 6          | 80,00 | 232   | 6          | 47,49 | 142   | 4          | 14,96 | 54    | 1          | 49,50 | 200   | 4          |
| Partido Popular (PP)                     | 15,56 | 42    | 1          | 18,28 | 53    | 1          | 42,47 | 127   | 3          | 81,72 | 295   | 6          | 48,27 | 195   | 3          |